# Buslijn Y (Haaglanden)
Buslijn Y van HTM was een buslijn in de regio Haaglanden, in de Nederlandse provincie Zuid-Holland.

## Geschiedenis

### 1936-1955

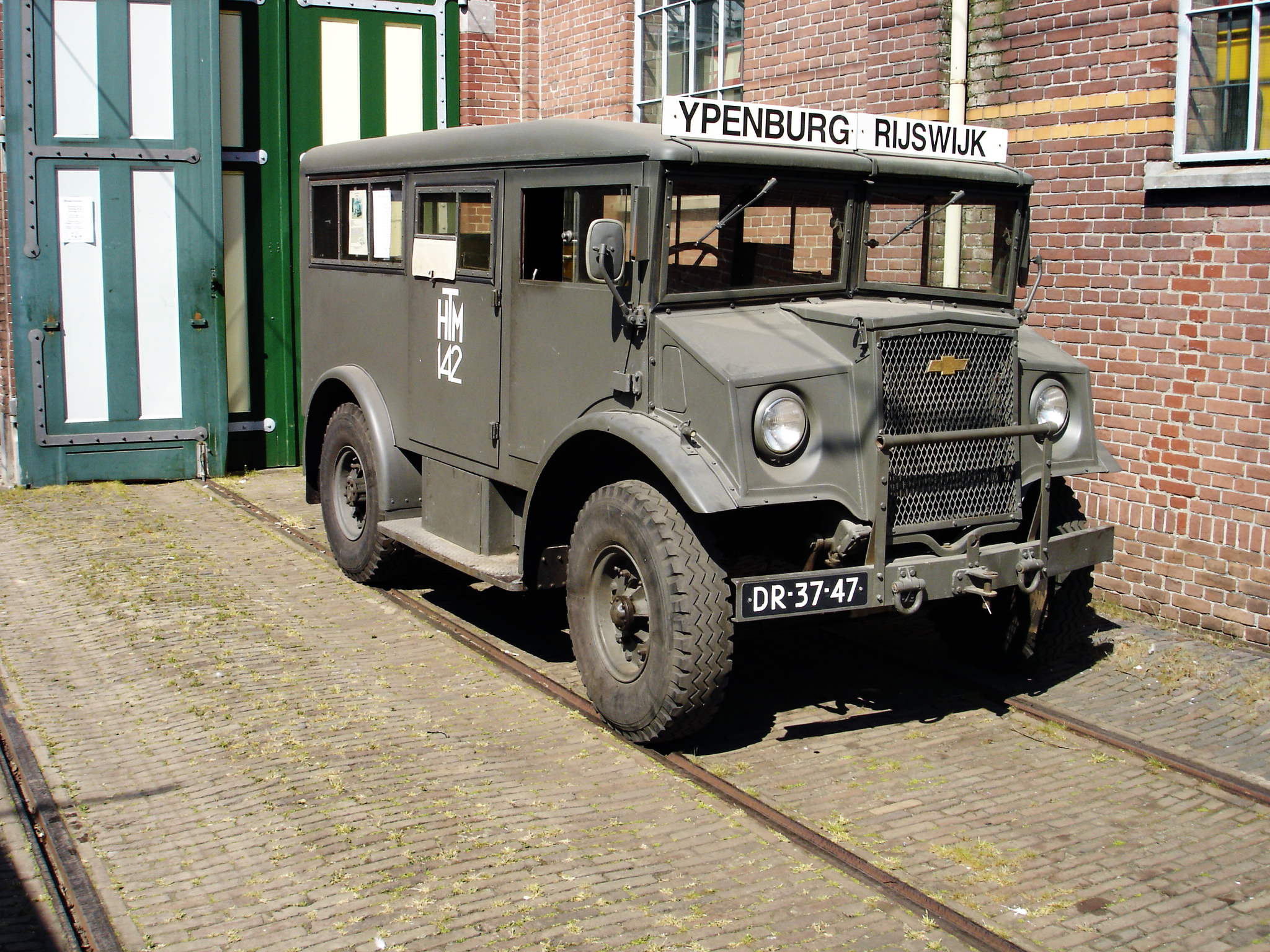
Museumbus 142

- 19 juni 1936: De eerste instelling van lijn Y vond plaats op het traject Hoornbrug/Delftweg - Ypenburg/Rotterdamseweg. Het was een zomerdienstlijn, die uitsluitend reed op zaterdag en zondag, in aansluiting op tramlijn I - 1. In eerste instantie werd de naam Dienst Ypenburg gebruikt, zonder lijnletter. In twee boeken wordt de gehele naam met hoofdletters geschreven.
- juni 1938: De dienst op zaterdag verviel.
- 29 augustus 1939: De lijn werd in verband met de mobilisatie opgeheven.
- In 1947 hersteld de eigenaar van vliegveld Ypenburg de dienst provisorisch door met een voormalige legerauto te gaan rijden. Het Haags Bus Museum heeft een dergelijke "bus" in haar collectie. Er kunnen 8 personen in.
- 1 oktober 1948: De dienst van lijn Y werd hersteld; het eindpunt in Rijswijk werd verlegd naar de Geestbrugweg. Onderweg waren er geen haltes.
- 10 januari 1949: Lijn Y werd vanuit Rijswijk doorgetrokken naar Hollands Spoor/Stationsweg.
- 1 maart 1951: Het eindpunt bij Hollands Spoor werd verlegd naar de Kraijenhoffstraat.
- 31 oktober 1955: Lijn Y werd opgeheven in het kader van de wijziging van alle Haagse buslijnnummers van letters in cijfers. Het traject werd overgenomen door lijn 31.